# Mesalina bahaeldini
Mesalina bahaeldini är en ödleart som beskrevs av  Segoli COHEN och WERNER 2002. Mesalina bahaeldini ingår i släktet Mesalina och familjen lacertider. IUCN kategoriserar arten globalt som livskraftig. Inga underarter finns listade i Catalogue of Life.